# Gerbersruhpark

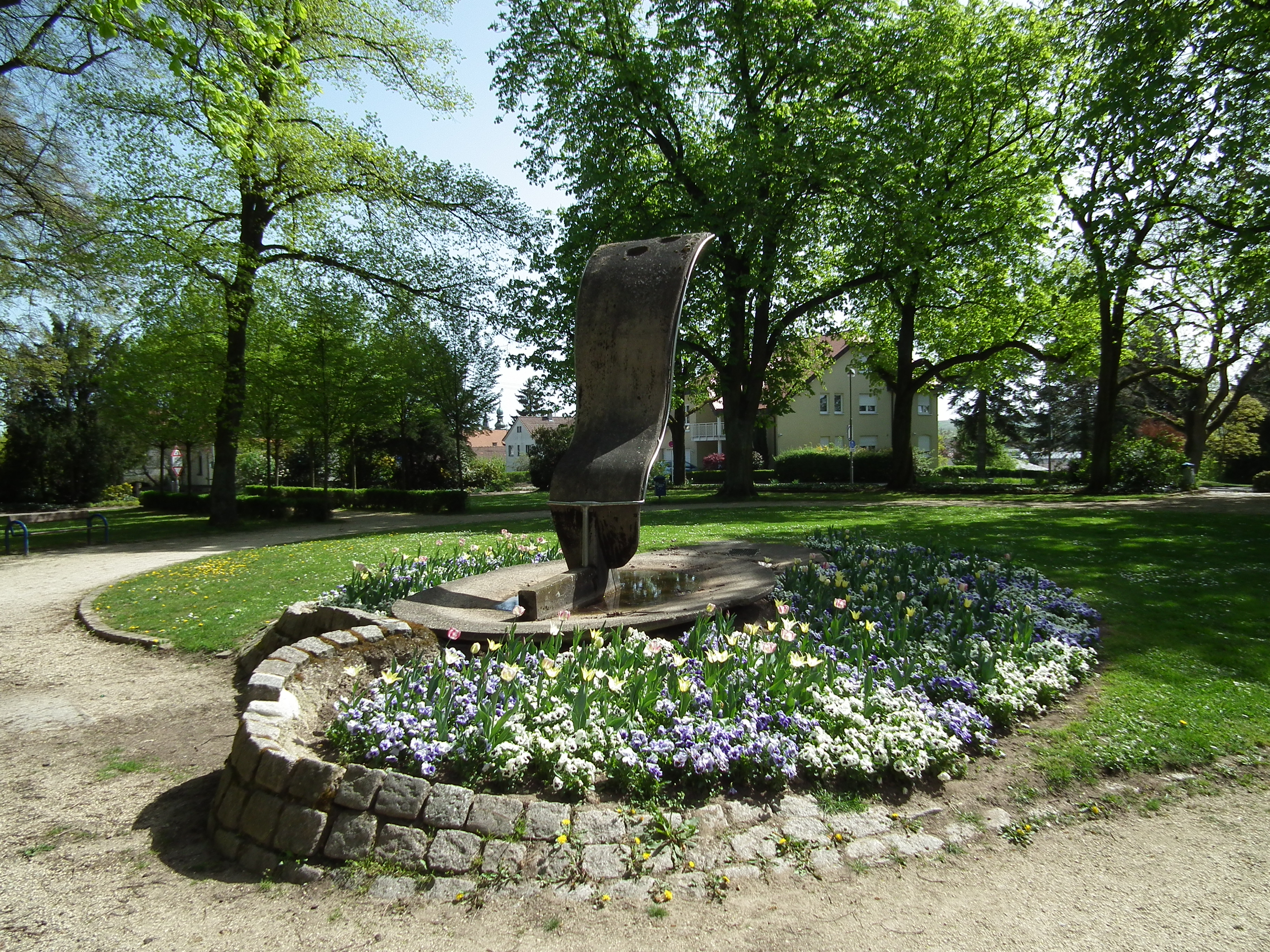
Die Welle von Werner Degreif

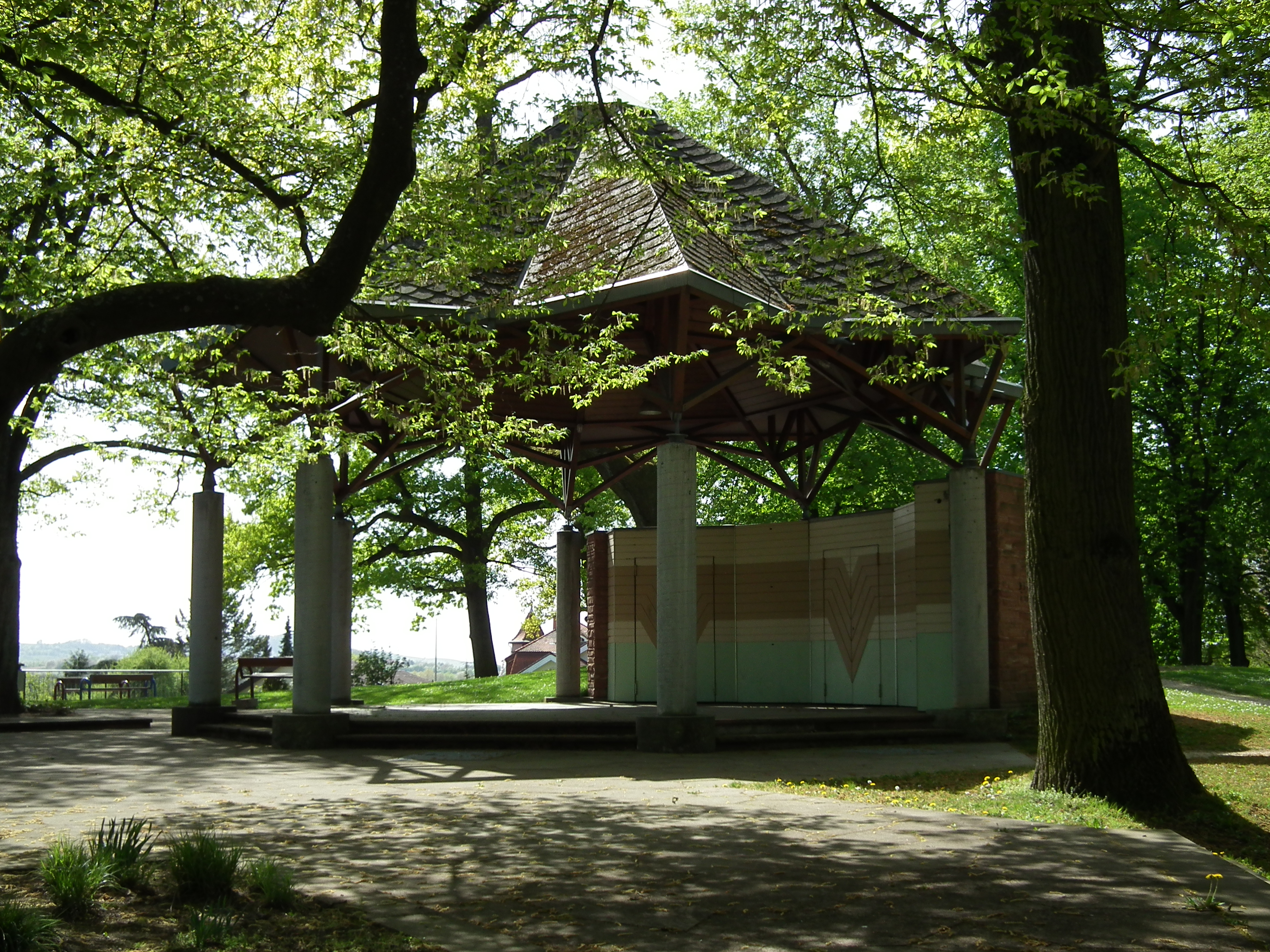
Der Musikpavillon

Der Gerbersruhpark, auch Gerbersruhanlage, ist ein öffentlich zugänglicher Park im baden-württembergischen Wiesloch. Er hat eine dreieckige Form und liegt im Nordwesten der Stadt. Im Süden verlaufen die Gerbersruhstraße mit dem Stadtwingert, einer weiteren Grünanlage, auf der anderen Seite, im Norden die Parkstraße. Hier liegen gegenüber ein Minigolfplatz und der dahinterliegende Dämmelwald. Die westliche Begrenzung bilden der Festplatz und die Eislaufhalle. Das Zentrum des Parks bildet ein Rondell im Westen, außerdem finden sich ein offener Musikpavillon, in dem regelmäßig Veranstaltungen stattfinden, sowie mehrere Skulpturen, darunter die Welle von Werner Degreif, die als Springbrunnen fungiert, und die unter Denkmalschutz steht.
Angelegt wurde der Park 1895 durch den Verschönerungsverein Wiesloch. Benannt ist er nach Peter Leopold Gerber, Oberamtmann des Bezirksamts Wiesloch und Ehrenbürger der Stadt.